# Creepin'
Creepin' è un singolo del produttore discografico statunitense Metro Boomin, del cantautore canadese The Weeknd e del rapper britannico 21 Savage, pubblicato il 27 gennaio 2023 come primo estratto dal secondo album in studio di Metro Boomin Heroes & Villains.
Il 17 marzo 2023 è stato pubblicato un remix del brano in collaborazione con il rapper statunitense Diddy, che è stato incluso nella versione deluxe del quinto album in studio di quest'ultimo The Love Album: Off the Grid.

## Descrizione
È un remake del singolo del cantante Mario Winans in collaborazione con Enya e P. Diddy I Don't Wanna Know del 2004, che a sua volta campiona il singolo dei Fugees del 1996 Ready or Not, anch'esso creato campionando il brano di Enya Boadicea del 1987. Lo stesso Winans ha contribuito al brano registrando le voci di sottofondo insieme al rapper statunitense Travis Scott.

## Video
Il video del remix è stato pubblicato sul canale YouTube di Metro Boomin il 17 marzo 2023. In esso appaiono tutti e quattro gli artisti e l'attrice Coco Jones, oltre ad un cameo di Mario Winans.

## Tracce
Testi di Leland Wayne, Abel Tesfaye, Shéyaa Abraham-Joseph, Jason Quenneville, Johan Lenox, Mario Winans, Eithne Ní Bhraonáin, Erick Sermon, Parrish Smith, Amir Muhadith, Michael Jones, Nicholas Ryan e Roma Ryan, musiche di Metro Boomin e DaHeala.
1. Creepin' (con The Weeknd e 21 Savage) – 3:42

Remix
1. Creepin' (Remix) (con The Weeknd e Diddy feat. 21 Savage) – 3:52 (Leland Wayne, Abel Tesfaye, Sean Combs, Shéyaa Abraham-Joseph, Jason Quenneville, Johan Lenox, Mario Winans, Eithne Ní Bhraonáin, Erick Sermon, Parrish Smith, Amir Muhadith, Michael Jone, Nicholas Ryan e Roma Ryan)
2. Creepin' (con The Weeknd e 21 Savage) – 3:41 (Leland Wayne, Abel Tesfaye, Shéyaa Abraham-Joseph, Jason Quenneville, Johan Lenox, Mario Winans, Eithne Ní Bhraonáin, Erick Sermon, Parrish Smith, Amir Muhadith, Michael Jone, Nicholas Ryan e Roma Ryan)
3. Creepin' (Instrumental) (Leland Wayne, Jason Quenneville, Johan Lenox)

## Classifiche

### Classifiche settimanali
| Classifica (2022-23) | Posizione massima |
| -------------------- | ----------------- |
| Australia            | 7                 |
| Austria              | 13                |
| Belgio (Fiandre)     | 13                |
| Belgio (Vallonia)    | 2                 |
| Canada               | 1                 |
| Croazia              | 14                |
| Danimarca            | 3                 |
| Filippine            | 17                |
| Finlandia            | 17                |
| Francia              | 8                 |
| Francia              | 8                 |
| Germania             | 10                |
| Islanda              | 2                 |
| Irlanda              | 8                 |
| Italia               | 37                |
| Lituania             | 1                 |
| Lussemburgo          | 3                 |
| Malaysia             | 1                 |
| Medio Oriente        | 2                 |
| Norvegia             | 7                 |
| Panama               | 55                |
| Polonia              | 2                 |
| Regno Unito          | 7                 |
| Repubblica Ceca      | 7                 |
| Romania              | 2                 |
| Russia               | 1                 |
| Singapore            | 1                 |
| Slovacchia           | 4                 |
| Stati Uniti          | 3                 |
| Svezia               | 8                 |
| Svizzera             | 6                 |
| Ungheria             | 3                 |
| Ucraina              | 3                 |
| Vietnam              | 27                |

### Classifiche di fine anno
| Classifica (2023) | Posizione |
| ----------------- | --------- |
| Australia         | 16        |
| Austria           | 52        |
| Canada            | 8         |
| Germania          | 23        |
| Islanda           | 15        |
| Italia            | 88        |
| Norvegia          | 28        |
| Nuova Zelanda     | 24        |
| Paesi Bassi       | 14        |
| Polonia           | 61        |
| Portogallo        | 15        |
| Regno Unito       | 23        |
| Russia            | 2         |
| Stati Uniti       | 5         |
| Svizzera          | 13        |
| Ucraina           | 10        |
| Classifica (2024) | Posizione |
| Bielorussia       | 120       |
| Ucraina           | 78        |

## Date di pubblicazione
| Paese                 | Data            | Formato                      | Versione  | Nota   |
| --------------------- | --------------- | ---------------------------- | --------- | ------ |
| Italia                | 27 gennaio 2023 | Contemporary hit radio       | Originale | [ 17 ] |
| Mondo                 | 17 marzo 2023   | Download digitale, streaming | Remix     | [ 72 ] |
| Stati Uniti d'America | 20 marzo 2023   | CD                           | Remix     | [ 73 ] |